# Ivajlo Jordanov
Ivajlo Sztoimenov Jordanov, bolgárul: Ивайло Стоименов Йорданов; (Szamokov, 1968. április 22. –) bolgár válogatott labdarúgó.
A bolgár válogatott tagjaként részt vett az 1996-os Európa-bajnokságon, illetve az 1994-es és az 1998-as világbajnokságon.

## Sikerei, díjai
Sporting
- Portugál bajnok (1): 1999–00
- Portugál kupa (1): 1994–95
- Portugál szuperkupa (2): 1995, 2000

Egyéni
- A bolgár bajnokság társgólkirálya (1): 1990–91 (20 gól)
- Az év bolgár labdarúgója (1): 1998